# 莱皮纳 (克勒兹省)
莱皮纳（法語：Lépinas）是法国克勒兹省的一个市镇，属于盖雷区（Guéret）阿安县（Ahun）。该市镇总面积14.8平方公里，2009年时的人口为174人。

## 人口
莱皮纳人口变化图示